# Kai Harada
Kai Harada (jap. 原田 海, Harada Kai; * 10. März 1999 in Kanagawa, Japan) ist ein japanischer Sportkletterer. Bei der Weltmeisterschaft 2018 in Innsbruck belegte er den ersten Platz im Bouldern.

## Karriere
Kai Harada startete im Jahr 2015 mit seiner Karriere im Wettkampfklettern und belegte im selben Jahr den zweiten Platz in der Jugendweltmeisterschaft im Bouldern sowie in der Jugendasienmeisterschaft im Bouldern und Lead. 2016 gelang es ihm, bei der Asienmeisterschaft für seine Altersgruppe den ersten Platz zu belegen. Im selben und im darauffolgenden Jahr trat er bereits bei diversen Weltcups für Erwachsene an, kam allerdings nicht über einen fünften Platz 2017 heraus. Im Jahr 2018 belegte er den dritten Platz in der Juniorenweltmeisterschaft im Bouldern und Leadklettern und gewann im September die Weltmeisterschaft im Bouldern. In der neuen Disziplin Kombination belegte er den vierten Platz.
Durch seine Teilnahme an der Kletterweltmeisterschaft 2019 (4. Platz) qualifizierte er sich für die infolge der COVID-19-Pandemie nach 2021 verschobenen Olympische Sommerspiele 2020. (besonderer Startplatz für Japan als Gastgeber) Dort erreichte er in der Qualifikation den 18. Platz und verpasste so die Qualifikation für das Finale. Harada startet für die Japan Mountaineering Association.

## Erfolge (Auswahl)

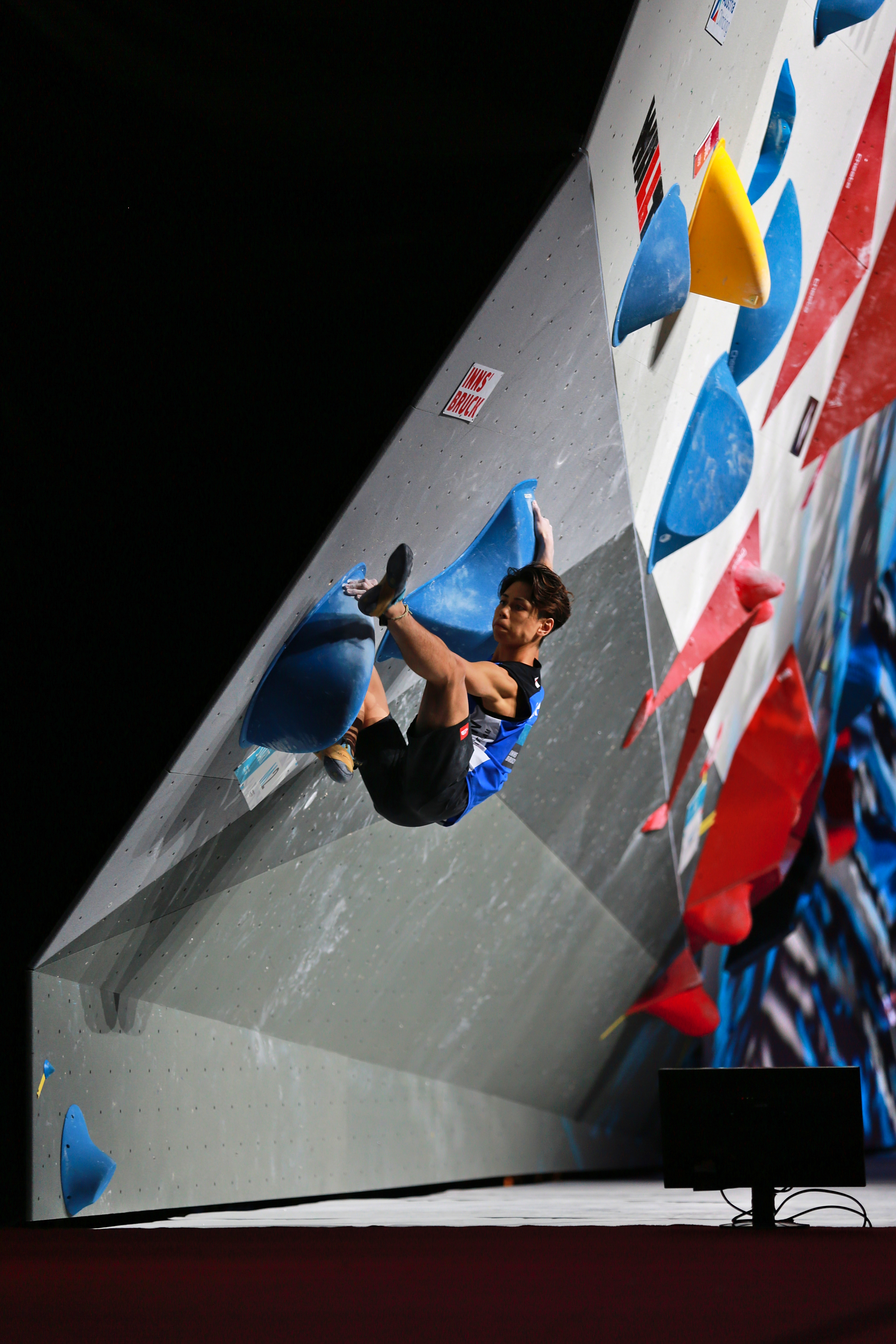
Kai Harada in Innsbruck 2018

- 2015: Jugendvizeweltmeister im Bouldern, Jugendvizeasienmeister im Bouldern und Lead (jeweils Youth A)[3]
- 2016: Jugendasienmeister im Bouldern, Jugendvizeasienmeister im Lead, dritter Platz bei der Jugendweltmeisterschaft (jeweils Youth A)[3]
- 2017: fünfter Platz im Worldcup in Chongqing im Bouldern, dritter Platz bei der Jugendasienmeisterschaft im Bouldern (Juniors)[3]
- 2018: Weltmeister im Bouldern, vierter Platz in der Kombination[3]